# Hansonoperla appalachia
Hansonoperla appalachia är en bäcksländeart som beskrevs av Nelson, C.H. 1979. Hansonoperla appalachia ingår i släktet Hansonoperla och familjen jättebäcksländor. Inga underarter finns listade i Catalogue of Life.